# MT63
MT63 ist ein Modus zur digitalen drahtlosen Kommunikation und wird überwiegend auf Kurzwelle von Funkamateuren genutzt. MT63 verwendet 64 Töne, die einen Abstand von 15,625 Hz haben und im Bereich 0,5–1,5 kHz liegen. 63 Töne werden für die Datenübertragung, einer wird für die Synchronisation verwendet. Wegen der relativ großen Bandbreite und ihrer ständigen Ausnutzung erinnert MT63 an Frequenzspreizung. Ein MT63-Signal hört sich wie erhöhtes Rauschen an und ist bei sehr geringen Feldstärken auf Kurzwelle äußerst schwierig zu finden.
MT63 ist eine Vorwärtsfehlerkorrektur. Es erfolgt also von der empfangenden Station bei Übertragungsfehlern keine automatische Anforderung zur erneuten Aussendung der fehlerhaft übertragenen Information. MT63 nutzt darum verschiedene Methoden, um trotzdem eine hochgradig sichere Übertragung zu gewährleisten.
Eine solche wird in der Regel durch Störungen durch andere Funkstationen, atmosphärische Störungen sowie zeitliches und selektives Fading erschwert. Zur Erhöhung der Robustheit gegen zeitliches Fading dient amplitudenunabhängige DBPSK-Modulation (Differential Bipolar Phase Shift Keying). Auch die zeitliche und spektrale Verteilung der Information mit hoher Redundanz führt zu einer hohen Unempfindlichkeit gegenüber Interferenzen sowie zeitlichem und selektivem Fading. Da die Information sich im Prinzip gleichförmig über 1 kHz verteilt und sich zudem ihre Übertragung über einen längeren Zeitraum erstreckt, sind partielle Ausfälle des Kanals für die Übertragungssicherheit belanglos.
Die Synchronisationslogik von MT63 erlaubt eine Frequenztoleranz von ±50 Hz. Die Abstimmung ist somit in der Regel unkritisch.

## Frequenzen
Folgende Frequenzen sind Vorzugsfrequenzen bzw. Aktivitätszentren von MT63 im Amateurfunk:
| 80 m              | Mode |
| ----------------- | ---- |
| 3.590–3.600 kHz   | USB  |
| 40 m              | Mode |
| 7.038–7.040 kHz   | USB  |
| 30 m              | Mode |
| 10.135 kHz        | USB  |
| 20 m              | Mode |
| 14.130–14.135 MHz | USB  |
| 14.147 MHz        | USB  |
| 14.348 MHz        | USB  |
| 15 m              | Mode |
| 21.130 MHz        | USB  |
| 21.148 MHz        | USB  |
| 10 m              | Mode |
| 28.130 MHz        | USB  |